# Авесак
Авесак (фр. Avessac) насеље је и општина у западној Француској у региону Лоара, у департману Атлантска Лоара која припада префектури Шатобријан.
По подацима из 2011. године у општини је живело 2.466 становника, а густина насељености је износила 32,24 становника/km². Општина се простире на површини од 76,49 km². Налази се на средњој надморској висини од 76 метара (максималној 81 m, а минималној 0 m).

## Демографија
| 1962. | 1968. | 1975. | 1982. | 1990. | 1999. | 2011. |
| ----- | ----- | ----- | ----- | ----- | ----- | ----- |
| 2.314 | 2.405 | 2.356 | 2.395 | 2.233 | 2.154 | 2.466 |

График промене броја становника у току последњих година